# Кахокия
Кахо́кия или Као́кия (Cahokia) — группа из 109 курганов североамериканских индейцев, расположенная у города Коллинсвилл в штате Иллинойс на берегу Миссисипи, напротив города Сент-Луис. Крупнейший археологический памятник миссисипской культуры (VII—XIII вв.). С 1982 года — под защитой ЮНЕСКО как памятник Всемирного наследия.

По данным археологов, Кахокия становится крупнейшим городом Северной Америки в середине XI века, когда на площади в 9 км² началось возведение монументальных курганов. Церемониальным центром комплекса служил так называемый Монахов курган (Monk’s Mound) высотой 28 метров и длиной 290 метров. Это четырёхъярусное сооружение, вероятно, служило основанием для храма, высота которого могла составлять 15 метров, что делало его видимым изо всех уголков поселения. 

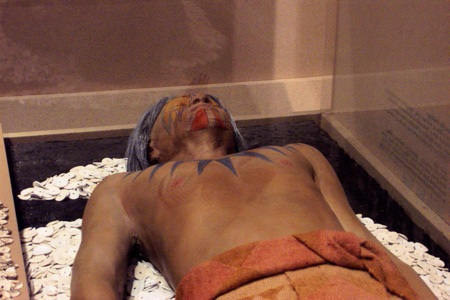
Макет захоронения вождя.

Перед основным храмом Кахокии простиралась своеобразная площадь размером не менее 19 га. Вокруг Монахова кургана был устроен трёхкилометровый частокол, который неоднократно обновлялся. Размеры поселения свидетельствуют о том, что в период расцвета оно было крупнейшим на континенте к северу от Мексики.
На вершине одного из малых курганов учёными была вскрыта могила индейского вождя, выполненная в форме сокола (традиционный для миссисипской культуры мотив человека-птицы). Рядом с ним обнаружен клад наконечников стрел, происходящих из разных уголков континента, что свидетельствует о географическом размахе торговых связей индейцев. Вокруг находились массовые захоронения молодых людей обоего пола с отрубленными головами и кистями рук. По-видимому, тут было совершено человеческое жертвоприношение.

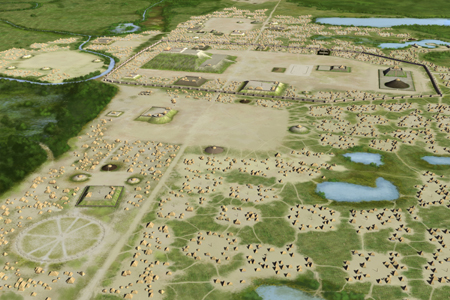
Попытка реконструкции Кахокии

Ни точная численность населения, ни название города не известны, ибо его строители оставили по себе очень мало материальных свидетельств, например в форме керамики или петроглифов. Оценки численности жителей варьируются от 8 до 40 тысяч. Если последняя цифра соответствует действительности, то первым городом на территории США, превзошедшим по количеству жителей Кахокию, стала Филадельфия только в 1780 году.
Город и окружающая территория обезлюдели примерно за два века до путешествий Колумба, около 1300 г. Где-то через полвека в окрестностях снова появились люди, но было их гораздо меньше, и они не использовали заброшенные курганы города. Причиной оттока населения из этих краёв могли стать обезлесение равнины и несколько лет засухи, а также потоп, возникший в результате резкого разлива реки Миссисипи. Пришедшие в XVII веке в эти края французские миссионеры дали местному населению название «кахокия» в честь обитавшего здесь племени конфедерации иллинойсов. Связь этих племён со строителями древних курганов сомнительна.